# Rallus
Rallus – rodzaj ptaków z rodziny chruścieli (Rallidae).

## Zasięg występowania
Rodzaj obejmuje gatunki występujące w Ameryce, Eurazji i Afryce.

## Morfologia
Długość ciała 20–48 cm; masa ciała samców 64–490 g, samic 67–400 g.

## Systematyka

### Etymologia
- Rallus (Ralus): BOU (1915) twierdzi, że nazwa ta jest „zlatynizowaną formą francuskiego Rale, naszego Rail, holenderskiego Ral”, zaś Macleod w 1954[7] roku zauważa, że nazwa ta jest „zlatynizowaną formą niemieckiego ralle, wodnik (ptak)”[8].
- Biensis: łac. bi- „podwójnie”, od bis „podwójny”; ensis „miecz”; aluzja do cienkiego dzioba wodnika madagaskarskiego, który jest dwa razy dłuższy niż jego głowa[9]. Gatunek typowy: Biensis typus Pucheran, 1845 = Rallus madagascariensis J. Verreaux, 1833.
- Epirallus: gr. επι epi „blisko, poza”; rodzaj Rallus Linnaeus, 1758[10]. Gatunek typowy: †Epiralus notatus Miller, 1942.

### Podział systematyczny
Do rodzaju należą następujące gatunki:
- Rallus obsoletus Ridgway, 1874 – wodnik kalifornijski – takson wyodrębniony ostatnio z R. longirostris[12]
- Rallus tenuirostris Ridgway, 1874 – wodnik cienkodzioby – takson wyodrębniony ostatnio z R. elegans[12]
- Rallus longirostris Boddaert, 1783 – wodnik długodzioby
- Rallus elegans Audubon, 1834 – wodnik królewski
- Rallus crepitans J.F. Gmelin, 1789 – wodnik karoliński – takson wyodrębniony ostatnio z R. longirostris[12]
- Rallus wetmorei J.T. Zimmer & W.H. Phelps, Sr., 1944 – wodnik wenezuelski
- Rallus limicola Vieillot, 1819 – wodnik błotny
- Rallus semiplumbeus P.L. Sclater, 1856 – wodnik andyjski
- Rallus antarcticus P.P. King, 1828 – wodnik patagoński
- Rallus aquaticus Linnaeus, 1758 – wodnik zwyczajny
- Rallus indicus Blyth, 1849 – wodnik brązowopierśny – takson wyodrębniony ostatnio z R. aquaticus[13][14]
- Rallus caerulescens J.F. Gmelin, 1789 – wodnik afrykański
- Rallus madagascariensis J. Verreaux, 1833 – wodnik madagaskarski

oraz gatunki wymarłe:
- Rallus eivissensis McMinn, Palmer & Alcover, 2005
- Rallus polgardiensis Zelenkow, 2017 – kopalny, mioceński gatunek[15]